# Víctor Arteaga
Víctor Manuel Arteaga Camarena (ur. 26 lutego 2004 w mieście Meksyk) – meksykański piłkarz występujący na pozycji defensywnego lub środkowego pomocnika, od 2023 roku zawodnik Toluki.